# Andrew Robertson
Andrew Henry Robertson, detto Andy (Glasgow, 11 marzo 1994) è un calciatore scozzese, difensore del Liverpool e della nazionale scozzese, di cui è capitano.

## Biografia
Nativo di Glasgow, è cresciuto nel quartiere di Maryhill. Suo padre Brian era anch'egli un calciatore, militante in serie amatoriali e ritiratosi in gioventù a causa di un infortunio. Assieme alla sua compagna Rachel Roberts ha due figli, nati rispettivamente nel 2017 e nel 2019.

## Caratteristiche tecniche
Terzino sinistro di spinta, abile a svolgere entrambe le fasi di gioco, ritenuto uno dei difensori europei migliori della propria generazione. Quando attacca usa bene il colpo di testa, inoltre calcia con il piede sinistro essendo Robertson un mancino. In possesso di una notevole resistenza, agisce con freddezza negli interventi difensivi, ed è rapido nella corsa, possiede anche un buon dribbling. Tra le sue doti spiccano la visione di gioco e l'abilità nelle rifiniture, compresa la precisione nel servire cross ai compagni.

## Carriera

### Club

#### Queen's Park e Dundee Utd

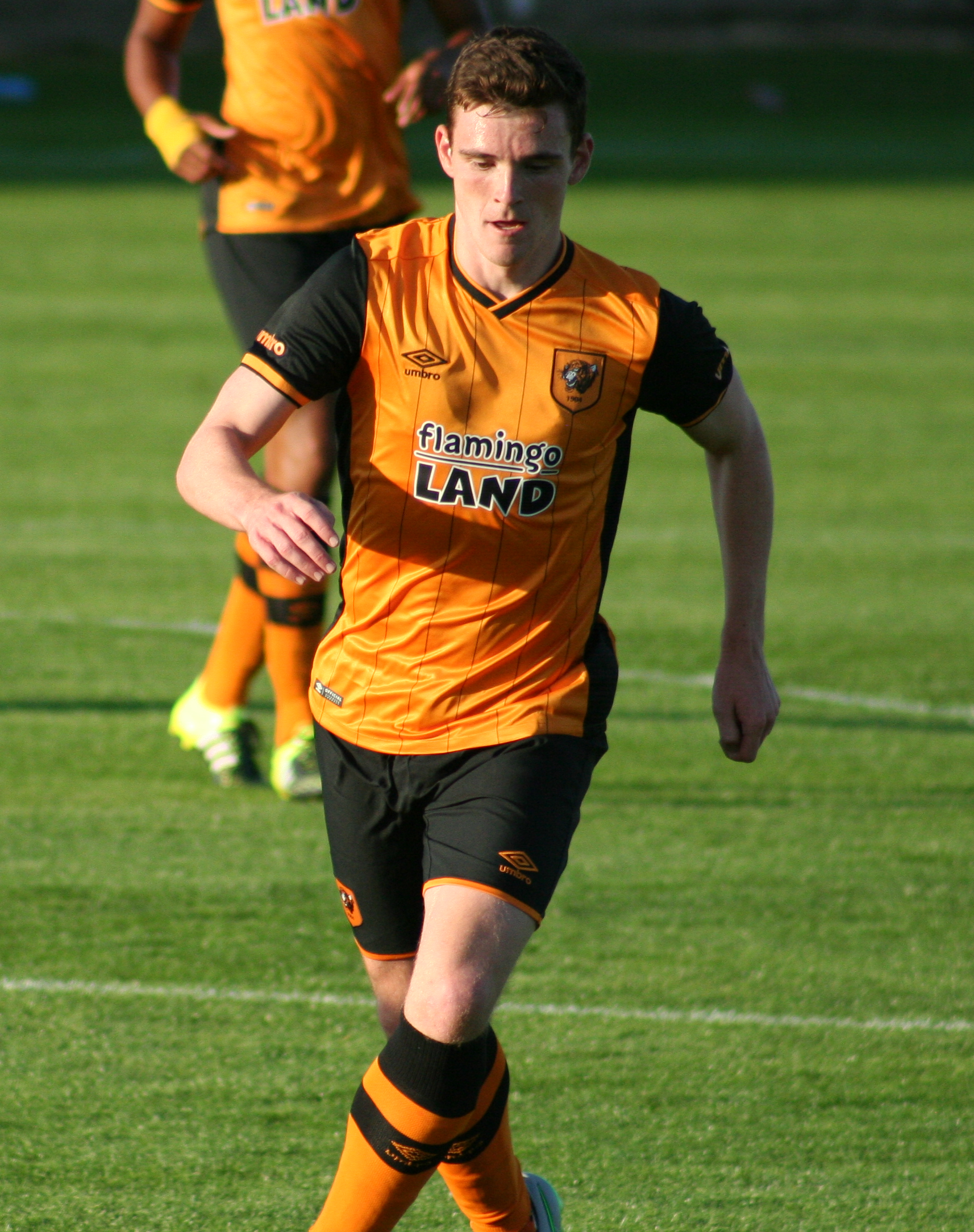
Robertson con la maglia dell'Hull City

Entra nel settore giovanile del Celtic all'età di nove anni. A 15 anni – dopo essere stato svincolato dagli Hoops – viene tesserato dal Queen's Park. Esordisce in prima squadra il 28 luglio 2012 contro il Berwick Rangers, incontro valido per il primo turno di Scottish Challenge Cup. Segna solo due gol, il primo perdendo per 2-1 contro l'East Stirlingshire e il secondo nel pareggio per 1-1 contro l'Elgin City.
Il 3 giugno 2013 firma un biennale con il Dundee United, Esordisce in Premiership il 2 agosto contro il Partick Thistle (0-0 il finale). Nel novembre dello stesso anno segna una rete sconfiggendo per 4-0 il Motherwell e realizza un gol battendo per 4-1 il Partick Thistle. Riesce a segnare una doppietta nel successo per 5-2 contro il Kilmarnock.

#### Hull City
Il 24 luglio 2014 si trasferisce all'Hull City in cambio di circa 3 milioni di sterline, firmando un contratto triennale con opzione di rinnovo. Esordisce in Premier League il 16 agosto contro il QPR. La squadra come terza classificata retrocede in seconda divisione, durante la Championship grazie a un suo assist Mohamed Diamé segna il gol del 1-0 battendo il Ipswich Town, realizza una rete nella vittoria per 2-0 contro il Brentford inoltre segna il gol del 2-1 sconfiggendo il Reading, è anche autore della rete del 3-0 vincendo contro il Derby County; la squadra ottiene la promozione in Premier League dove Robertson segna il suo primo gol nella massima divisione inglese sconfiggendo per 2-1 il West Ham.

#### Liverpool
Il 21 luglio 2017 passa a titolo definitivo al Liverpool. Segna la sua prima rete battendo il Brighton il 13 maggio 2018. Durante la Champions League serve il cross che permette al suo compagno di squadra Daniel Sturridge di aprire le marcature con un colpo di testa battendo per 3-2 il Paris Saint-Germain, anche nella vittoria per 4-0 contro il Stella Rossa la prima rete, segnata da Roberto Firmino, viene realizzara grazia all'assist di Robertson, il 1º giugno 2019 si laurea campione d'Europa sconfiggendo 2-0 il Tottenham, nella finale disputata al Wanda Metropolitano di Madrid. Nello stesso anno vince la Supercoppa UEFA contro il Chelsea e la Coppa del mondo per club FIFA. Nel 2020 la squadra vince il campionato, a trent'anni di distanza dall'ultimo successo. Nell'edizione 2019-2020 della Premier League, che viene vinta dal Liverpool, Roberts segna due reti, la prima sconfiggendo per 2-1 l'Aston Villa e la seconda nel pareggio per 1-1 contro il Burnley. Realizza il suo primo gol in Champions League, nell'edizione 2019-2020 nel match vinto per 4-3 contro il Salisburgo

### Nazionale

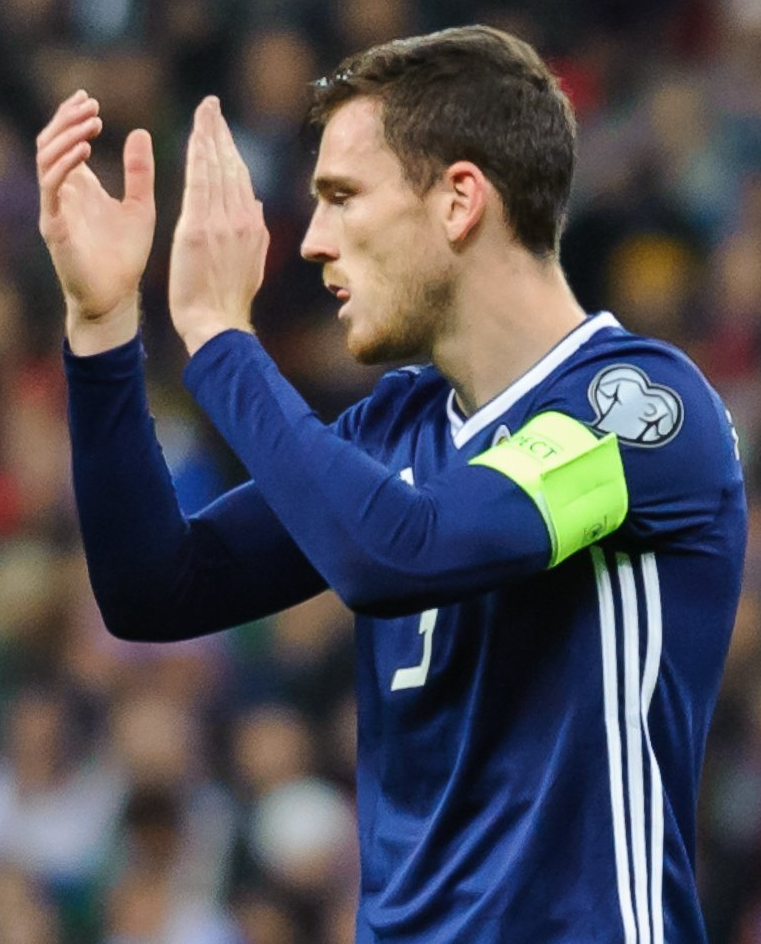
Robertson in nazionale con la fascia da capitano

Esordisce con la nazionale scozzese il 5 marzo 2014 in un'amichevole disputata contro la Polonia, subentrando al 67' al posto di Barry Bannan. Mette a segno la sua prima rete in nazionale il 18 novembre 2014 al Celtic Park contro l'Inghilterra (3-1 per gli ospiti). Nel settembre 2018 il CT Alex McLeish lo nomina capitano della squadra dopo l'addio alla nazionale di Scott Brown.
Il 18 marzo 2023 la Scozia batte la Spagna per 2-0 con una doppietta di Scott McTominay; quest'ultimo segna il primo gol grazie a un cross di Robertson.
Il 18 novembre 2024 raggiunge quota 80 presenze con la Scozia nel successo per 1-2 contro la Polonia (con lui che ha realizzato il gol del decisivo 1-2 nel recupero) agganciando al terzo posto per partite giocate Darren Fletcher, per poi superarlo il 20 marzo 2025 nella sfida vinta per 0-1 in casa della Grecia.

## Statistiche

### Presenze e reti nei club
Statistiche aggiornate al 16 agosto 2025
| Stagione         | Squadra          | Campionato       | Campionato | Campionato | Coppe nazionali | Coppe nazionali | Coppe nazionali | Coppe continentali | Coppe continentali | Coppe continentali | Altre coppe | Altre coppe | Altre coppe | Totale | Totale |
| Stagione         | Squadra          | Comp             | Pres       | Reti       | Comp            | Pres            | Reti            | Comp               | Pres               | Reti               | Comp        | Pres        | Reti        | Pres   | Reti   |
| ---------------- | ---------------- | ---------------- | ---------- | ---------- | --------------- | --------------- | --------------- | ------------------ | ------------------ | ------------------ | ----------- | ----------- | ----------- | ------ | ------ |
| 2012-2013        | Queen's Park     | STD              | 34+2       | 2          | SC+CdL          | 2+3             | 0               | -                  | -                  | -                  | SCC         | 2           | 0           | 43     | 2      |
| 2013-2014        | Dundee Utd       | SP               | 36         | 3          | SC+CdL          | 5+3             | 2+0             | -                  | -                  | -                  | -           | -           | -           | 44     | 5      |
| 2014-2015        | Hull City        | PL               | 24         | 0          | FACup+CdL       | 0               | 0               | UEL                | 0                  | 0                  | -           | -           | -           | 24     | 0      |
| 2015-2016        | Hull City        | FLC              | 42+3       | 2+1        | FACup+CdL       | 2+5             | 0+1             | -                  | -                  | -                  | -           | -           | -           | 52     | 4      |
| 2016-2017        | Hull City        | PL               | 33         | 1          | FACup+CdL       | 2+4             | 0               | -                  | -                  | -                  | -           | -           | -           | 39     | 1      |
| Totale Hull City | Totale Hull City | Totale Hull City | 99+3       | 3+1        |                 | 13              | 1               |                    | 0                  | 0                  |             | -           | -           | 115    | 5      |
| 2017-2018        | Liverpool        | PL               | 22         | 1          | FACup+CdL       | 1+1             | 0               | UCL                | 6                  | 0                  | -           | -           | -           | 30     | 1      |
| 2018-2019        | Liverpool        | PL               | 36         | 0          | FACup+CdL       | 0               | 0               | UCL                | 12                 | 0                  | -           | -           | -           | 48     | 0      |
| 2019-2020        | Liverpool        | PL               | 36         | 2          | FACup+CdL       | 1+0             | 0               | UCL                | 8                  | 1                  | CS+SU+Cmc   | 1+1+2       | 0           | 49     | 3      |
| 2020-2021        | Liverpool        | PL               | 38         | 1          | FACup+CdL       | 1+0             | 0               | UCL                | 10                 | 0                  | CS          | 1           | 0           | 50     | 1      |
| 2021-2022        | Liverpool        | PL               | 29         | 3          | FACup+CdL       | 4+4             | 0               | UCL                | 10                 | 0                  | -           | -           | -           | 47     | 3      |
| 2022-2023        | Liverpool        | PL               | 34         | 0          | FACup+CdL       | 2+1             | 0               | UCL                | 5                  | 0                  | CS          | 1           | 0           | 43     | 0      |
| 2023-2024        | Liverpool        | PL               | 23         | 3          | FACup+CdL       | 2+1             | 0+0             | UEL                | 4                  | 0                  | -           | -           | -           | 30     | 3      |
| 2024-2025        | Liverpool        | PL               | 33         | 0          | FACup+CdL       | 0+4             | 0+0             | UCL                | 8                  | 0                  | -           | -           | -           | 45     | 0      |
| 2025-2026        | Liverpool        | PL               | 1          | 0          | FACup+CdL       | 0+0             | 0+0             | UCL                | 0                  | 0                  | CS          | 1           | 0           | 2      | 0      |
| Totale Liverpool | Totale Liverpool | Totale Liverpool | 252        | 10         |                 | 22              | 0               |                    | 63                 | 1                  |             | 7           | 0           | 344    | 11     |
| Totale carriera  | Totale carriera  | Totale carriera  | 418        | 18         |                 | 48              | 3               |                    | 63                 | 1                  |             | 9           | 0           | 536    | 22     |

### Cronologia presenze e reti in nazionale
| Cronologia completa delle presenze e delle reti in nazionale ― Scozia | Cronologia completa delle presenze e delle reti in nazionale ― Scozia | Cronologia completa delle presenze e delle reti in nazionale ― Scozia | Cronologia completa delle presenze e delle reti in nazionale ― Scozia | Cronologia completa delle presenze e delle reti in nazionale ― Scozia | Cronologia completa delle presenze e delle reti in nazionale ― Scozia | Cronologia completa delle presenze e delle reti in nazionale ― Scozia | Cronologia completa delle presenze e delle reti in nazionale ― Scozia |
| Data                                                                  | Città                                                                 | In casa                                                               | Risultato                                                             | Ospiti                                                                | Competizione                                                          | Reti                                                                  | Note                                                                  |
| --------------------------------------------------------------------- | --------------------------------------------------------------------- | --------------------------------------------------------------------- | --------------------------------------------------------------------- | --------------------------------------------------------------------- | --------------------------------------------------------------------- | --------------------------------------------------------------------- | --------------------------------------------------------------------- |
| 5-3-2014                                                              | Varsavia                                                              | Polonia                                                               | 0 – 1                                                                 | Scozia                                                                | Amichevole                                                            | -                                                                     | 67’                                                                   |
| 28-5-2014                                                             | Londra                                                                | Scozia                                                                | 2 – 2                                                                 | Nigeria                                                               | Amichevole                                                            | -                                                                     | 77’                                                                   |
| 11-10-2014                                                            | Glasgow                                                               | Scozia                                                                | 1 – 0                                                                 | Georgia                                                               | Qual. Euro 2016                                                       | -                                                                     |                                                                       |
| 14-11-2014                                                            | Glasgow                                                               | Scozia                                                                | 1 – 0                                                                 | Irlanda                                                               | Qual. Euro 2016                                                       | -                                                                     | 82’                                                                   |
| 18-11-2014                                                            | Glasgow                                                               | Scozia                                                                | 1 – 3                                                                 | Inghilterra                                                           | Amichevole                                                            | 1                                                                     |                                                                       |
| 29-3-2015                                                             | Glasgow                                                               | Scozia                                                                | 6 – 1                                                                 | Gibilterra                                                            | Qual. Euro 2016                                                       | -                                                                     |                                                                       |
| 4-9-2015                                                              | Tbilisi                                                               | Georgia                                                               | 1 – 0                                                                 | Scozia                                                                | Qual. Euro 2016                                                       | -                                                                     | 59’                                                                   |
| 11-10-2015                                                            | Loulé                                                                 | Gibilterra                                                            | 0 – 6                                                                 | Scozia                                                                | Qual. Euro 2016                                                       | -                                                                     |                                                                       |
| 24-3-2016                                                             | Praga                                                                 | Rep. Ceca                                                             | 0 – 1                                                                 | Scozia                                                                | Amichevole                                                            | -                                                                     | 59’                                                                   |
| 4-6-2016                                                              | Longeville-lès-Metz                                                   | Francia                                                               | 3 – 0                                                                 | Scozia                                                                | Amichevole                                                            | -                                                                     | 46’                                                                   |
| 4-9-2016                                                              | Ta' Qali                                                              | Malta                                                                 | 1 – 5                                                                 | Scozia                                                                | Qual. Mondiali 2018                                                   | -                                                                     |                                                                       |
| 8-10-2016                                                             | Glasgow                                                               | Scozia                                                                | 1 – 1                                                                 | Lituania                                                              | Qual. Mondiali 2018                                                   | -                                                                     |                                                                       |
| 22-3-2017                                                             | Edimburgo                                                             | Scozia                                                                | 1 – 1                                                                 | Canada                                                                | Amichevole                                                            | -                                                                     | 46’                                                                   |
| 26-3-2017                                                             | Glasgow                                                               | Scozia                                                                | 1 – 0                                                                 | Slovenia                                                              | Qual. Mondiali 2018                                                   | -                                                                     |                                                                       |
| 10-6-2017                                                             | Glasgow                                                               | Scozia                                                                | 2 – 2                                                                 | Inghilterra                                                           | Qual. Mondiali 2018                                                   | -                                                                     |                                                                       |
| 1-9-2017                                                              | Vilnius                                                               | Lituania                                                              | 0 – 3                                                                 | Scozia                                                                | Qual. Mondiali 2018                                                   | 1                                                                     |                                                                       |
| 4-9-2017                                                              | Glasgow                                                               | Scozia                                                                | 2 – 0                                                                 | Malta                                                                 | Qual. Mondiali 2018                                                   | -                                                                     |                                                                       |
| 5-10-2017                                                             | Glasgow                                                               | Scozia                                                                | 1 – 0                                                                 | Slovacchia                                                            | Qual. Mondiali 2018                                                   | -                                                                     |                                                                       |
| 8-10-2017                                                             | Lubiana                                                               | Slovenia                                                              | 2 – 2                                                                 | Scozia                                                                | Qual. Mondiali 2018                                                   | -                                                                     |                                                                       |
| 9-11-2017                                                             | Aberdeen                                                              | Scozia                                                                | 0 – 1                                                                 | Paesi Bassi                                                           | Amichevole                                                            | -                                                                     |                                                                       |
| 23-3-2018                                                             | Glasgow                                                               | Scozia                                                                | 0 – 1                                                                 | Costa Rica                                                            | Amichevole                                                            | -                                                                     |                                                                       |
| 27-3-2018                                                             | Budapest                                                              | Ungheria                                                              | 0 – 1                                                                 | Scozia                                                                | Amichevole                                                            | -                                                                     | 67’                                                                   |
| 7-9-2018                                                              | Glasgow                                                               | Scozia                                                                | 0 – 4                                                                 | Belgio                                                                | Amichevole                                                            | -                                                                     | Cap.                                                                  |
| 10-9-2018                                                             | Glasgow                                                               | Scozia                                                                | 2 – 0                                                                 | Albania                                                               | UEFA Nations League 2018-2019 - 1º turno                              | -                                                                     | Cap.                                                                  |
| 11-10-2018                                                            | Haifa                                                                 | Israele                                                               | 2 – 1                                                                 | Scozia                                                                | UEFA Nations League 2018-2019 - 1º turno                              | -                                                                     | Cap. 88’                                                              |
| 14-10-2018                                                            | Londra                                                                | Scozia                                                                | 1 – 3                                                                 | Portogallo                                                            | Amichevole                                                            | -                                                                     | Cap.                                                                  |
| 17-11-2018                                                            | Scutari                                                               | Albania                                                               | 0 – 4                                                                 | Scozia                                                                | UEFA Nations League 2018-2019 - 1º turno                              | -                                                                     | Cap.                                                                  |
| 20-11-2018                                                            | Glasgow                                                               | Scozia                                                                | 3 – 2                                                                 | Israele                                                               | UEFA Nations League 2018-2019 - 1º turno                              | -                                                                     | Cap.                                                                  |
| 24-3-2019                                                             | Serravalle                                                            | San Marino                                                            | 0 – 2                                                                 | Scozia                                                                | Qual. Euro 2020                                                       | -                                                                     | Cap.                                                                  |
| 8-6-2019                                                              | Glasgow                                                               | Scozia                                                                | 2 – 1                                                                 | Cipro                                                                 | Qual. Euro 2020                                                       | 1                                                                     | Cap.                                                                  |
| 6-9-2019                                                              | Glasgow                                                               | Scozia                                                                | 1 – 2                                                                 | Russia                                                                | Qual. Euro 2020                                                       | -                                                                     | Cap.                                                                  |
| 9-9-2019                                                              | Glasgow                                                               | Scozia                                                                | 0 – 4                                                                 | Belgio                                                                | Qual. Euro 2020                                                       | -                                                                     | Cap.                                                                  |
| 10-10-2019                                                            | Mosca                                                                 | Russia                                                                | 4 – 0                                                                 | Scozia                                                                | Qual. Euro 2020                                                       | -                                                                     | Cap.                                                                  |
| 13-10-2019                                                            | Glasgow                                                               | Scozia                                                                | 6 – 0                                                                 | San Marino                                                            | Qual. Euro 2020                                                       | -                                                                     | Cap.                                                                  |
| 4-9-2020                                                              | Glasgow                                                               | Scozia                                                                | 1 – 1                                                                 | Israele                                                               | UEFA Nations League 2020-2021 - 1º turno                              | -                                                                     | Cap.                                                                  |
| 7-9-2020                                                              | Olomouc                                                               | Rep. Ceca                                                             | 1 – 2                                                                 | Scozia                                                                | UEFA Nations League 2020-2021 - 1º turno                              | -                                                                     | Cap. 82’                                                              |
| 8-10-2020                                                             | Glasgow                                                               | Scozia                                                                | 0 – 0 dts (5 – 3 dtr)                                                 | Israele                                                               | Qual. Euro 2020                                                       | -                                                                     | Cap.                                                                  |
| 11-10-2020                                                            | Glasgow                                                               | Scozia                                                                | 1 – 0                                                                 | Slovacchia                                                            | UEFA Nations League 2020-2021 - 1º turno                              | -                                                                     | Cap. 74’                                                              |
| 12-11-2020                                                            | Belgrado                                                              | Serbia                                                                | 1 – 1 dts (4 – 5 dtr)                                                 | Scozia                                                                | Qual. Euro 2020                                                       | -                                                                     | Cap.                                                                  |
| 18-11-2020                                                            | Netanya                                                               | Israele                                                               | 1 – 0                                                                 | Scozia                                                                | UEFA Nations League 2020-2021 - 1º turno                              | -                                                                     | Cap. 90+7’                                                            |
| 25-3-2021                                                             | Glasgow                                                               | Scozia                                                                | 2 – 2                                                                 | Austria                                                               | Qual. Mondiali 2022                                                   | -                                                                     | Cap.                                                                  |
| 28-3-2021                                                             | Tel Aviv                                                              | Israele                                                               | 1 – 1                                                                 | Scozia                                                                | Qual. Mondiali 2022                                                   | -                                                                     | Cap.                                                                  |
| 31-3-2021                                                             | Glasgow                                                               | Scozia                                                                | 4 – 0                                                                 | Fær Øer                                                               | Qual. Mondiali 2022                                                   | -                                                                     | Cap.                                                                  |
| 2-6-2021                                                              | Faro                                                                  | Paesi Bassi                                                           | 2 – 2                                                                 | Scozia                                                                | Amichevole                                                            | -                                                                     | Cap. 61’                                                              |
| 6-6-2021                                                              | Lussemburgo                                                           | Lussemburgo                                                           | 0 – 1                                                                 | Scozia                                                                | Amichevole                                                            | -                                                                     | Cap. 46’                                                              |
| 14-6-2021                                                             | Glasgow                                                               | Scozia                                                                | 0 – 2                                                                 | Rep. Ceca                                                             | Euro 2020 - 1º turno                                                  | -                                                                     | Cap.                                                                  |
| 18-6-2021                                                             | Londra                                                                | Inghilterra                                                           | 0 – 0                                                                 | Scozia                                                                | Euro 2020 - 1º turno                                                  | -                                                                     | Cap.                                                                  |
| 22-6-2021                                                             | Glasgow                                                               | Croazia                                                               | 3 – 1                                                                 | Scozia                                                                | Euro 2020 - 1º turno                                                  | -                                                                     | Cap.                                                                  |
| 1-9-2021                                                              | Copenaghen                                                            | Danimarca                                                             | 2 – 0                                                                 | Scozia                                                                | Qual. Mondiali 2022                                                   | -                                                                     | Cap.                                                                  |
| 4-9-2021                                                              | Glasgow                                                               | Scozia                                                                | 1 – 0                                                                 | Moldavia                                                              | Qual. Mondiali 2022                                                   | -                                                                     | Cap.                                                                  |
| 7-9-2021                                                              | Vienna                                                                | Austria                                                               | 0 – 1                                                                 | Scozia                                                                | Qual. Mondiali 2022                                                   | -                                                                     | Cap.                                                                  |
| 9-10-2021                                                             | Glasgow                                                               | Scozia                                                                | 3 – 2                                                                 | Israele                                                               | Qual. Mondiali 2022                                                   | -                                                                     | Cap. 55’                                                              |
| 12-10-2021                                                            | Tórshavn                                                              | Fær Øer                                                               | 0 – 1                                                                 | Scozia                                                                | Qual. Mondiali 2022                                                   | -                                                                     | Cap.                                                                  |
| 12-11-2021                                                            | Chișinău                                                              | Moldavia                                                              | 0 – 2                                                                 | Scozia                                                                | Qual. Mondiali 2022                                                   | -                                                                     | Cap.                                                                  |
| 15-11-2021                                                            | Glasgow                                                               | Scozia                                                                | 2 – 0                                                                 | Danimarca                                                             | Qual. Mondiali 2022                                                   | -                                                                     | Cap. 80’                                                              |
| 29-3-2022                                                             | Vienna                                                                | Austria                                                               | 2 – 2                                                                 | Scozia                                                                | Amichevole                                                            | -                                                                     | Cap. 58’                                                              |
| 1-6-2022                                                              | Glasgow                                                               | Scozia                                                                | 1 – 3                                                                 | Ucraina                                                               | Qual. Mondiali 2022                                                   | -                                                                     | Cap.                                                                  |
| 8-6-2022                                                              | Glasgow                                                               | Scozia                                                                | 2 – 0                                                                 | Armenia                                                               | UEFA Nations League 2022-2023 - 1º turno                              | -                                                                     | Cap. 76’                                                              |
| 11-6-2022                                                             | Dublino                                                               | Irlanda                                                               | 3 – 0                                                                 | Scozia                                                                | UEFA Nations League 2022-2023 - 1º turno                              | -                                                                     | Cap.                                                                  |
| 16-11-2022                                                            | Diyarbakır                                                            | Turchia                                                               | 2 – 1                                                                 | Scozia                                                                | Amichevole                                                            | -                                                                     | Cap. 54’                                                              |
| 25-3-2023                                                             | Glasgow                                                               | Scozia                                                                | 3 – 0                                                                 | Cipro                                                                 | Qual. Euro 2024                                                       | -                                                                     | Cap.                                                                  |
| 28-3-2023                                                             | Glasgow                                                               | Scozia                                                                | 2 – 0                                                                 | Spagna                                                                | Qual. Euro 2024                                                       | -                                                                     | Cap. 27’                                                              |
| 17-6-2023                                                             | Oslo                                                                  | Norvegia                                                              | 1 – 2                                                                 | Scozia                                                                | Qual. Euro 2024                                                       | -                                                                     | Cap.                                                                  |
| 20-6-2023                                                             | Glasgow                                                               | Scozia                                                                | 2 – 0                                                                 | Georgia                                                               | Qual. Euro 2024                                                       | -                                                                     | Cap. 67’                                                              |
| 8-9-2023                                                              | Larnaca                                                               | Cipro                                                                 | 0 – 3                                                                 | Scozia                                                                | Qual. Euro 2024                                                       | -                                                                     | Cap.                                                                  |
| 12-9-2023                                                             | Glasgow                                                               | Scozia                                                                | 1 – 3                                                                 | Inghilterra                                                           | Amichevole                                                            | -                                                                     | Cap.                                                                  |
| 12-10-2023                                                            | Siviglia                                                              | Spagna                                                                | 2 – 0                                                                 | Scozia                                                                | Qual. Euro 2024                                                       | -                                                                     | Cap. 44’                                                              |
| 22-3-2024                                                             | Amsterdam                                                             | Paesi Bassi                                                           | 4 – 0                                                                 | Scozia                                                                | Amichevole                                                            | -                                                                     | Cap.                                                                  |
| 26-3-2024                                                             | Glasgow                                                               | Scozia                                                                | 0 – 1                                                                 | Irlanda del Nord                                                      | Amichevole                                                            | -                                                                     | Cap. 37’                                                              |
| 3-6-2024                                                              | Faro                                                                  | Gibilterra                                                            | 0 – 2                                                                 | Scozia                                                                | Amichevole                                                            | -                                                                     | Cap. 66’                                                              |
| 7-6-2024                                                              | Glasgow                                                               | Scozia                                                                | 2 – 2                                                                 | Finlandia                                                             | Amichevole                                                            | -                                                                     | Cap. 63’                                                              |
| 14-6-2024                                                             | Monaco di Baviera                                                     | Germania                                                              | 5 – 1                                                                 | Scozia                                                                | Euro 2024 - 1º turno                                                  | -                                                                     | Cap.                                                                  |
| 19-6-2024                                                             | Colonia                                                               | Scozia                                                                | 1 – 1                                                                 | Svizzera                                                              | Euro 2024 - 1º turno                                                  | -                                                                     | Cap.                                                                  |
| 23-6-2024                                                             | Stoccarda                                                             | Scozia                                                                | 0 – 1                                                                 | Ungheria                                                              | Euro 2024 - 1º turno                                                  | -                                                                     | Cap. 89’                                                              |
| 5-9-2024                                                              | Glasgow                                                               | Scozia                                                                | 2 – 3                                                                 | Polonia                                                               | UEFA Nations League 2024-2025 - 1º turno                              | -                                                                     | Cap.                                                                  |
| 8-9-2024                                                              | Lisbona                                                               | Portogallo                                                            | 2 – 1                                                                 | Scozia                                                                | UEFA Nations League 2024-2025 - 1º turno                              | -                                                                     | Cap. 52’                                                              |
| 12-10-2024                                                            | Zagabria                                                              | Croazia                                                               | 2 – 1                                                                 | Scozia                                                                | UEFA Nations League 2024-2025 - 1º turno                              | -                                                                     | Cap.                                                                  |
| 15-10-2024                                                            | Glasgow                                                               | Scozia                                                                | 0 – 0                                                                 | Portogallo                                                            | UEFA Nations League 2024-2025 - 1º turno                              | -                                                                     | Cap.                                                                  |
| 15-11-2024                                                            | Glasgow                                                               | Scozia                                                                | 1 – 0                                                                 | Croazia                                                               | UEFA Nations League 2024-2025 - 1º turno                              | -                                                                     | Cap.                                                                  |
| 18-11-2024                                                            | Varsavia                                                              | Polonia                                                               | 1 – 2                                                                 | Scozia                                                                | UEFA Nations League 2024-2025 - 1º turno                              | 1                                                                     | Cap.                                                                  |
| 20-3-2025                                                             | Il Pireo                                                              | Grecia                                                                | 0 – 1                                                                 | Scozia                                                                | UEFA Nations League 2024-2025 - Play-off                              | -                                                                     | Cap.                                                                  |
| 23-3-2025                                                             | Glasgow                                                               | Scozia                                                                | 0 – 3                                                                 | Grecia                                                                | UEFA Nations League 2024-2025 - Play-off                              | -                                                                     | Cap. 73’                                                              |
| 6-6-2025                                                              | Glasgow                                                               | Scozia                                                                | 1 – 3                                                                 | Islanda                                                               | Amichevole                                                            | -                                                                     | Cap.                                                                  |
| 9-6-2025                                                              | Vaduz                                                                 | Liechtenstein                                                         | 0 – 4                                                                 | Scozia                                                                | Amichevole                                                            | -                                                                     | Cap. 59’                                                              |
| Totale                                                                |                                                                       | Presenze (3º posto)                                                   | 84                                                                    |                                                                       | Reti                                                                  | 4                                                                     |                                                                       |

## Palmarès

### Club

#### Competizioni nazionali
- Campionato inglese: 2

Liverpool: 2019-2020, 2024-2025
- Coppa di Lega inglese: 2

Liverpool: 2021-2022, 2023-2024
- Coppa d'Inghilterra: 1

Liverpool: 2021-2022
- Community Shield: 1

Liverpool: 2022

#### Competizioni internazionali
- UEFA Champions League: 1

Liverpool: 2018-2019
- Supercoppa UEFA: 1

Liverpool: 2019
- Coppa del mondo per club: 1

Liverpool: 2019

### Individuale
- PFA Scotland Young Player of the Year: 1[36]

2013-2014
- PFA Scotland Team of the Year: 1[37]

2013-2014
- PFA Team of the Year: 2

2018-2019, 2019-2020
- Squadra della stagione della UEFA Champions League: 2

2018-2019, 2021-2022
- Squadra dell'anno UEFA: 1

2019